# Metaniphargus sabulonis
Metaniphargus sabulonis is een vlokreeftensoort uit de familie van de Hadziidae. De wetenschappelijke naam van de soort is voor het eerst geldig gepubliceerd in 1991 door Vonk.